# Grüngürtel 21 (Düren)
Das Haus Grüngürtel 21 steht im Grüngürtel in Düren in Nordrhein-Westfalen. 
Grüngürtel ist der Name einer Straße, aber auch der Name des gesamten Wohngebietes.
Es handelt sich um den Abschlussbau einer zweigeschossigen, zum Grüngürtel hin traufständigen Häuserzeile. Die Giebelseite hat vorgelagerte Rundbogenarkaden. Zum Grüngürtel hin sind drei Fensterachsen mit rechteckigen Fensteröffnungen und alten Sprossenfenstern zu sehen. Das Gebäude hat ein abgeschlepptes Walmdach mit expressionistischen Giebelgauben.
Das Bauwerk ist unter Nr. 1/084 in die Denkmalliste der Stadt Düren eingetragen.